# Don MacAdam
Donald Joseph MacAdam (1950. augusztus 14. –) kanadai jégkorongozó, jégkorongedző. 2023 októbere és 2024 májusa között a magyar férfi jégkorong-válogatott szövetségi kapitánya.

## Pályafutása

### Játékosként
MacAdam 1970 és 1973 között a New Brunswicki egyetem csapatának hátvédjeként játszott a kanadai egyetemi bajnokságban.

### Edzőként
MacAdam 1977 és 1985 között a New Brunswicki egyetem jégkorongcsapatának vezetőedzőjeként dolgozott. 1986 és 1989 között az NHL-ben szereplő Detroit Red Wings másodedzője volt Jacques Demers vezetőedző alatt. A kilencvenes évek első felében AHL-beli csapatokat irányított (Cape Breton Oilers, New Haven Senators), 1996 és 1998 között pedig a japán bajnokságban szerepelt Nippon Paper Cranes vezetőedzője volt. 1998 és 2000 között a kanadai jégkorong-válogatott megfigyelőjeként dolgozott. 2000 és 2004 között a Charlotte Checkers, 2004 és 2008 között pedig a Dayton Bombers csapatát irányította az ECHL-ben. MacAdam 2014-ben Európába költözött, hogy az EBEL-ben szereplő olasz Bolzano vezetőedzője legyen. A 2018-2019-es idényben a Csíkszereda edzője volt. 2019 és 2021 között a Ferencváros utánpótlás szakmai igazgatójaként dolgozott, 2021-ben pedig az MJSZ fejlesztési és sportigazgatója lett. 2023 októberben nevezték ki a magyar férfi jégkorong-válogatott vezetőedzőjének. 2024-ben irányításával nyerte meg a válogatott a divízió I-es világbajnokságot.